# Ningwu
Ningwu (en chino, 宁武; pinyin, Níng·Wǔ) es un condado  bajo la administración directa de la Prefectura Xinzhou en la Provincia de Shanxi, República Popular China.  Su área es de 1944 km² y su población total para 2010 superó los 160 mil habitantes. 

## Administración
El condado de Ningwu se divide en 14 pueblos que se administran en 4 poblados y 10 villas.